# GPRS
Загальний сервіс пакетної радіопередачі (англ. General Packet Radio Service, GPRS) — стандарт, який використовує не зайняту голосовим зв'язком смугу частот для передачі інформації. Використовується в мобільних пристроях для передачі MMS, WAP-серфінгу та повноцінного з'єднання з Інтернетом. Розрізняють так звані класи GPRS — рівень підтримки стандарту конкретним приладом. Існують класи від першого до дванадцятого — чим вищий клас, тим більшу швидкість передачі даних може, теоретично, забезпечити телефон.

## Переваги GPRS

- висока середня швидкість передачі даних — 20-40 Кбіт/сек.;
- тарифікація GPRS-послуг не залежить від тривалості з'єднання;
- швидке та стабільне GPRS-з'єднання;
- можливість розмовляти по телефону й обмінюватись SMS-повідомленнями не розриваючи GPRS-з'єднання;
- ефективне використання енергоресурсів телефону при встановленому GPRS-з'єднанні.

## Особливості GPRS
- при використанні GPRS дані формуються у пакети, які передаються одночасно кількома радіоканалами, при цьому дані радіоканали можуть послідовно використовуватись декількома користувачами;
- голосові виклики мають вищий пріоритет, ніж GPRS-з'єднання, тому передача пакетів даних відбувається тільки через вільні від голосових викликів радіоканали;
- GPRS сумісна з усіма найпоширенішими протоколами пакетної передачі даних (TCP/IP, X.25 і т. д.);
- швидкість передачі пакетів даних залежить від:
  - схеми кодування каналів, що реалізована у GPRS-мережі (у мережі UMC використовується схема кодування CS2, яка забезпечує швидкість до 13.4 Кбіт/сек. на радіоканал);
  - кількості радіоканалів на отримання або відправлення даних, які одночасно може підтримувати телефон;
  - завантаження мережі у місці здійснення передачі;
  - якості покриття мережі у місці здійснення передачі.

## GPRS-обладнання
- Для того, щоб скористатися GPRS-послугами, необхідно мати мобільний телефон з підтримкою GPRS.
- Мобільні телефони з підтримкою GPRS поділяються на три класи:
  - телефони класу А — голосовий дзвінок і передача пакетів даних можуть здійснюватись одночасно;
  - телефони класу B — голосовий дзвінок і передача пакетів даних не можуть здійснюватись одночасно (при надходженні голосового виклику або SMS-повідомлення передача пакетів даних призупиняється і поновлюється після завершення дзвінка або отримання SMS-повідомлення);
  - телефони класу C — підтримують тільки передачу пакетів даних.